# Horst Pohl (Fußballspieler)
Horst Pohl (* 2. Februar 1944 in München) ist ein ehemaliger deutscher Fußballspieler und Trainer, der von 1966 bis 1972 in der deutschen Fußballnationalmannschaft der Amateure 18 Länderspiele bestritten und zwei Tore erzielt hat.

## Laufbahn

### FC Wacker München, 1954 bis 1976
Der in Sendling aufgewachsene Horst Pohl spielte 22 Jahre beim im Viertel beheimateten FC Wacker München. Von der Jugend, ab 1954, bis zu der Bayernligarunde 1975/76 war er als Aktiver für die „Blausterne“ im Einsatz. Als A-Junior baute ihn Trainer Hans-Wolfgang Weber im Jahre 1962 in die 1. Mannschaft ein und das Offensivtalent feierte sogleich den Aufstieg in die 1. Amateurliga Südbayern. Mit dem Aufsteiger belegte Pohl 1962/63 hinter Meister TSV Straubing, vor Helios München, den 2. Platz. Der 20-Jährige setzte sich 1964 mit Wacker gegen den SSV Jahn Regensburg und den 1. FC Haßfurt durch und stieg in die Zweitklassigkeit der Regionalliga Süd auf. Der FC Bayern München holte sich 1965 die Meisterschaft im Süden und setzte sich auch in der Aufstiegsrunde durch und zog in die Fußball-Bundesliga ein. Der FC Wacker dagegen, die dritte Kraft in München, stieg als 17. wieder in das Amateurlager ab. Horst Pohl kam in dieser Runde auf 27 Regionalligaeinsätze und erzielte als Halbstürmer 13 Tore. Die Bayern-Spieler Rudolf Nafziger (12), Dieter Brenninger (11) und Dieter Koulmann (10) rangierten mit ihrer Trefferquote hinter ihm. Torhüter Hans Dallmayr absolvierte alle 36 Spiele für Wacker und Mittelläufer Wilhelm Zott überzeugte auch in dieser Liga. Wacker kam in den 18 Heimspielen auf den Zuschauerschnitt von 4.605 Besuchern. Pohl war in beiden Derbys gegen den FC Bayern aktiv. In der Hinrunde erzielte er am 23. September 1964 bei der deutlichen 2:9-Heimniederlage vor 12.000 Zuschauern ein Tor. Bei der knappen 1:0-Niederlage am 28. Februar 1965 in der Rückrunde durch ein Tor von Gerd Müller in der 24. Minute trug er durch sein Spiel wesentlich im Mittelfeld bei, dass die Bayern kein zweites Schützenfest veranstalten konnten.
Auch nach dem Abstieg blieb Pohl beim FC Wacker und errang mit seinen Kameraden in der Serie 1967/68 die Vizemeisterschaft in der 1. Amateurliga Bayern und zog damit in die Endrunde um die deutsche Amateurmeisterschaft ein. Unter der Führung von Trainer Karl Mai und dem Technischen Leiter Alfred Fackler schalteten Pohl und seine Mitspieler Günter Prockl, Peter von Kummant und Gerd Mansfeld den SC Staaken, SSV Reutlingen und im Halbfinale die Hammer SpVgg aus und zogen in das Endspiel am 9. Juni 1968 in Bochum gegen Marathon Remscheid ein. Nach 90 Minuten stand das Finale vor 10.000 Zuschauern 2:2-Unentschieden. In der Verlängerung setzte sich Remscheid mit 5:3 Toren durch.
In den Runden 1969/70 und 1971/72 feierte Pohl mit Wacker erneut zwei Meisterschaften in Bayern und stieg jeweils in die Regionalliga Süd auf. Beide Male erfolgte aber umgehend der Abstieg. In der Regionalligarunde 1970/71 bestritt er 33 Spiele mit 10 Toren. Adolf Kunstwadl verstärkte die Abwehr der Mannschaft, trotzdem stieg Wacker mit den zwei Mitaufsteigern 1. Göppinger SV (Willi Hoffmann, Heinz Stickel) und Viktoria Aschaffenburg sofort wieder aus der Liga ab. Höhepunkte waren die Spiele gegen den Meister 1. FC Nürnberg (Rudi Kröner, Dieter Nüssing, Roland Stegmayer, Amand Theis, Ferdinand Wenauer) und das städtische Derby gegen den Bundesligaabsteiger TSV 1860 München (Horst Blankenburg, Hermann Bredenfeld, Gernot Fraydl, Franz Hiller, Hans Rebele). Am 23. September 1970 fand das Heimspiel gegen die „Löwen“ vor der Rekordkulisse von 15.000 Zuschauern statt. Horst Pohl setzte sich dabei mit dem 60er-Mittelfeld in der Besetzung mit Bredenfeld, Hiller und Rebele auseinander. Das 1:1-Unentschieden am 13. Februar 1971 beim späteren Meister 1. FC Nürnberg – Pohl brachte Wacker in der 41. Minute mit 1:0 in Führung – und das am 6. März 1971 erst in der 90. Minute mit 1:2 Toren verlorene Rückrundenspiel gegen 1860 gehörten zu den herausragenden Spielen der Wackermannschaft in dieser Saison. Auch 1972/73 – Pohl bestritt 30 Spiele mit vier Toren – ragten die Spiele gegen die bayerischen Rivalen 1860 München (Ferdinand Keller, Bernd Helmschrot, Günter Kroth), 1. FC Nürnberg (Manfred Drexler, Kurt Geinzer, Dieter Nüssing), SpVgg Bayreuth (Manfred Größler, Wolfgang Böhni), SpVgg Fürth (Peter Löwer), Jahn Regensburg, Bayern Hof und Schweinfurt 05 heraus. Begleiter in das Amateurlager waren Ludwigsburg und Reutlingen, wogegen sich die zwei anderen Aufsteiger Waldhof Mannheim und VfR Bürstadt den Klassenerhalt sichern konnten.
In der Bayernliga folgten 1974 und 1975 die Plätze zwei und drei, bevor Horst Pohl als Spieler-Trainer in der Runde 1975/76 nach einem Entscheidungsspiel gegen den FV Würzburg 04 erneut den Meistertitel mit dem FC Wacker erringen konnte. Nach dem Vorstands-Verzicht aus finanziellen Gründen auf den Aufstieg in die 2. Bundesliga Gruppe Süd, wechselte der darüber zutiefst enttäuschte Pohl nach 22 Jahren Spieleraktivität für Wacker München als Spieler-Trainer zum MTV 1881 Ingolstadt.

### Ingolstadt, 1976 bis 1980
Auf Anhieb glückte Pohl mit dem MTV-Team in der Runde 1976/77 der Titelgewinn in der Landesliga und damit der Aufstieg in die Bayernliga. Zwölf Monate später, 1977/78, hatte der Spielertrainer den Aufsteiger zur Vizemeisterschaft in der höchsten Amateurstaffel Bayerns geführt. Da der Meister FC Haßfurt auf den Aufstieg verzichtete, stieg der MTV in die 2. Fußball-Bundesliga Süd zur Runde 1978/79 auf. Pohl – er wollte einfach noch weiter aktiv Fußball spielen und nicht lediglich als Trainer arbeiten – blieb als Spieler-Trainer in der Bayernliga und übernahm den Lokalrivalen ESV Ingolstadt-Ringsee. Nach der Runde 1978/79 stand er vor dem gleichen Problem, er war mit dem ESV als Meister – vor dem FC Amberg und FC Schweinfurt 05 – in die 2. Bundesliga Gruppe Süd aufgestiegen und hatte in den zwei Finalspielen am 27. und 30. Juni 1969 gegen Hertha 03 Zehlendorf auch noch den Titel des Deutschen Amateurmeisters nach Ingolstadt geholt. Im ESV-Stadion wurde der Grundstein durch einen 4:1-Erfolg gelegt. Pohl dirigierte als Libero in den Finalspielen das Spiel seiner Mannschaft. Stützen des Meisterteams waren Torhüter Heinz Mahr, Werner Michalka, Michael Richthammer und Walter Ziegelmeier in der Verteidigung, sowie Norbert Hartmann, Herfried Ruhs, Walter Mühldorfer, Josef Bittl, Peter Krzyzanowski und der ehemalige Bayernstürmer Gustl Jung im Mittelfeld und Angriff. In der 2. Fußball-Bundesliga 1979/80 fungierte Pohl als Trainer der Schwarz-Weißen. Mit den Neuzugängen Werner Killmaier, Dieter Schwemmle, Gerhard Hummel und Dusan Basic wurde die Mannschaft verstärkt. Gleich im ersten Heimspiel gelang mit dem 3:2-Sieg gegen den Karlsruher SC ein Achtungserfolg. Nach dem sechsten Rundenspiel – 3:1-Heimsieg gegen Worms im Nachholspiel am 5. September 1979 – stand die Mannschaft von Trainer Pohl mit 8:4 Punkten auf dem 3. Rang. Am siebten Spieltag holte der 1. FC Nürnberg durch einen 3:1-Erfolg im ESV-Stadion vor 14.000 Zuschauern die Euphorie des Aufsteigers wieder auf den Boden der Tatsachen zurück. Nach dem 21. Spieltag, den 20. Januar 1980, der ESV hatte ein Remis mit 1:1 in Worms erreicht, stand die Mannschaft von Pohl mit 20:22 Punkten auf dem 11. Rang. Im Februar wurde Horst Pohl entlassen und durch seinen Nachfolger Karl-Heinz Schmal ersetzt. Als 17. gelang dem ESV Ingolstadt der Klassenerhalt und Pohl ging wieder als Spieler-Trainer in das Amateurlager zurück.

### Weitere Stationen
Nach Ingolstadt kam er für eine Runde zum FC Wacker zurück um dann von 1981 bis 1983 den SC Fürstenfeldbruck zu übernehmen. Der Fachlehrer für Kunsterziehung und Sport trainierte danach noch in Landshut, Aichach, Dasing, Schleißheim und Aubing.

## Auswahlberufungen
BFV-Trainer Horst Stürze berief das 19-jährige Talent Horst Pohl bereits in der Runde 1962/63 in die Verbandsauswahl von Bayern. Im Länderpokal der Amateure gewann Bayern das Finale im Jahre 1963 mit 3:1 Toren gegen Hessen. Sepp Maier hütete das Tor, Pohl spielte als rechter Läufer an der Seite vom Vereinskamerad und Stopper Wilhelm Zott und der Angriff wurde geführt von Heinz-Herbert Kreh und Dieter Zettelmaier. In den Jahren 1968 – Mitspieler waren Faltermeier, Kunstwadl, Mansfeld, Nüssing, Ritschel –, 1970 – Größler, Sohnle, Stegmayer – und 1971 – Helgert, Jörg, Linz – folgten noch drei weitere Titelgewinne, wobei Pohl beim dritten und vierten Pokalerfolg als Spielführer die BFV-Mannschaft im höchsten Amateurwettbewerb anführte. Die Nordamerikareise mit dem Bayerischen Fußball-Verband im Jahre 1967 mit vier Spielen in Übersee war ein weiteres Erlebnis, was dazu beitrug, dass der spielerisch auch für höherklassige Vereine interessante Mittelfeldspieler mit seinem Amateurstatus zufrieden war und dem FC Wacker München die Treue hielt.
Mit seinen 39 Einsätzen im Länderpokal ist Pohl Bayerns Rekordauswahlspieler in Pflichtspielen. Insgesamt bestritt er für den Bayerischen Fußball-Verband rund 60 Spiele.
Am 16. November 1966 debütierte Pohl beim Länderspiel in Eskisehir gegen die Türkei im UEFA Amateur Cup in der deutschen Fußballnationalmannschaft der Amateure. Bei der 0:1-Niederlage agierte der 22-jährige Neuling an der Seite der Routiniers Walter Birkhold, Dieter Zorc und Horst Kunzmann. Bis zum Mai 1967 folgten noch zwei weitere Einsätze – aber in den Olympiaqualifikationsspielen im Oktober/November 1967 gegen Großbritannien kam er nicht zum Einsatz. Im Dezember 1967/Januar 1968 gehörte er der DFB-Crew an, die eine ausgedehnte Asienreise durchführte. Pohl kam dabei gegen Burma, Malaysia, Philippinen und Japan zu vier weiteren Länderspieleinsätzen. In der Saison 1971/72 absolvierte er seine drei letzten Länderspiele in der Amateurnationalmannschaft. Bezeichnend für die Auswahlkriterien im Olympiajahr 1972 war die Angriffsbesetzung bei seinem letzten DFB-Einsatz am 12. Januar 1972 in Utrecht gegen Holland (Junioren). Der Spielmacher des FC Wacker München aus der Bayernliga agierte beim 2:0-Erfolg der Derwall-Mannschaft als einziger Akteur aus dem Amateurspielbetrieb neben vier Bundesligaspielern. Rudolf Seliger (MSV Duisburg), Bernd Nickel (Eintracht Frankfurt), Klaus Wunder (MSV Duisburg) und Roland Stegmayer (Arminia Bielefeld) bildeten zusammen mit Pohl den Angriff der Amateurnationalmannschaft. Bei Olympia gehörte er nicht der Turniermannschaft an, er stand lediglich auf Abruf bereit. Diese Nichtnominierung stellt Pohl als Minuspunkt seiner langjährigen Auswahlberufungen dar und ist rückblickend überzeugt, „wäre ich damals Bundesligaspieler gewesen, hätte ich gespielt“.
Aber das beteuert Pohl, sei wirklich das einzige Mal gewesen, wo er bedauert habe, nie den Sprung nach oben gewagt zu haben. Er sagt: „Der Sport ist das Größte, eigentlich ist doch gar nicht so wichtig, wo man spielt, sondern dass man spielt. Und man muss lernen, dass es immer Bessere gibt, man muss lernen das zu akzeptieren.“

## Nach dem Fußball
Horst Pohl ist pensionierter Pädagoge und spielt als Hobby Golf.